# Lakota Woman
Lakota Woman est un récit autobiographique écrit par Mary Crow Dog en collaboration avec Richard Erdoes (en), racontant entre autres choses, le siège par les forces fédérales des membres de l'American Indian Movement à Wounded Knee en 1973.
Il a aussi servi de base au film produit en 1994 par TNT et Jane Fonda : Lakota Woman, siège à Wounded Knee.